# Remigio Crespo Toral
Remigio Crespo Toral, né à Cuenca (Équateur) en 1860 et mort au même lieu en 1939, fut un écrivain de langue espagnole, de nationalité équatorienne, considéré comme une des figures les plus importantes de la littérature sud-américaine de son temps. Il se démarqua, entre la fin du XIXème siècle et la première moitié du XXème comme un polygraphe, éducateur, avocat, historien, législateur, diplomate et homme politique de grande envergure. Son prestige d'écrivain lui valut d'être couronné Poète national de l'Équateur, en 1917, il fut également le continuateur d'une longue tradition littéraire et lyrique.

## Biographie
Remigio Crespo-Toral naquit à Cuenca, petite ville du sud de la république de l'Équateur, le 4 août 1860. Membre d'une famille nombreuse d'ascendance espagnole, son père Don Manuel Crespo Patiño (1819-1893) est Président du Conseil Municipal, et sa mère Doña Mercedes Toral y de la Flor (1828-1909) est sœur de Monseigneur Remigio Estévez de Toral (1814-1883), Évêque de Cuenca sous le pontificat de Pie IX et Père Conciliaire au Vatican en 1870.
Il passe son enfance à l'hacienda de Quingeo, un hameau situé non loin de Cuenca, en compagnie de ses frères et sœurs. C'est des soins de sa mère qu'il reçut ses premières lettres. Il composa ses premiers textes à l'âge de huit ans et fit son entrée au Collège Séminaire Saint-Louis-de-Gonzague de sa ville natale à douze ans. Son éducation se fit sous l'égide des pères jésuites. C'est vers la fin de ses études secondaires que s'amorça le début d'une vie féconde dédiée aux lettres. À quatorze ans, il fut admis dans un cénacle littéraire de la ville connu comme le Lycée de la Jeunesse et dirigé par le docteur Luis Cordero Crespo, hommes de lettres, botaniste, grammairien, polyglotte et futur Président de l'Équateur. Ayant obtenu son baccalauréat, il démarra ses études en jurisprudence à dix-sept ans : il recevait son diplôme d'avocat en mai 1886.
Entre-temps, il avait déjà fait carrière dans le journalisme, poétique aussi bien que politique. Considéré par d'aucuns comme un conservateur, il publia dans sa jeunesse des tracts condamnant la Révolution Française. Il prit part au mouvement dit de la Restauration (1882-1883), insurrection du pays contre le général de Ignacio de Vintimille, proclamé dictateur en 1882. À vingt-trois ans, il représenta pour la première fois sa province au Congrès à Quito et cinq ans plus tard, il était membre de la chambre du Sénat. Il n'exerça presque pas sa profession d'avocat, mais se consacra plutôt à la fonction publique : il était Directeur des Études de la Province de l'Azuay en 1894. Il fut de nouveau législateur en 1885, 1890, 1899, 1903, 1904, 1915, 1930.
En 1885, il publia une œuvre poétique intitulée Mi poema, qui fut accueillie avec les louanges de la part des critiques, et attira l'intérêt de l'historien chilien Benjamín Vicuña MacKenna. Son long poème América y España, publié en 1888, lui rendit la palme d'or dans un concours organisé par l'Académie royale espagnole, dont il fut membre dès 1889. La même année, il fit paraître son livre Últimos pensamientos de Bolívar.
En 1895, il représentait l'Équateur à Caracas dans les actes de célébration civique du centenaire de naissance du général de Sucre, quand advint à Guayaquil, port principal de l'Équateur, la révolution libérale qui porta au pouvoir le général Alfaro, franc-maçon, à la suite de l'indignation publique causée, à tort, par le scandale de la Venta de la Bandera ("la Vente du drapeau"), dans le cadre de la guerre sino-japonaise. Une quinzaine d'années de conflits sanglants, ponctuées par des intervalles, s'ensuivit : on mena une guerre sans merci contre l'Église Catholique, les communautés et l'enseignement religieux.
Le Président Leonidas Plaza le désigna Avocat de la République (1905) pour représenter les intérêts de l'Équateur dans la crise diplomatique qu'elle connaissait avec son pays voisin, le Pérou, pour des questions d'espaces limitrophes. Le litige tint séances aux Cortès royales, à Madrid, le médiateur du conflit étant le Roi Alphonse XII de Bourbon. Un des membres de la commission avec lesquels il se lia d'amitié, alors qu'il se trouvait en Europe, fut le médiéviste espagnol Ramón Menéndez-Pidal.
Pour la célébration du centenaire du premier cri de l'Indépendance Nationale, Crespo Toral publia son ouvrage Cien años de emancipación (1909). Son chef-d'œuvre, La leyenda de Hernán (1917), lui valut, de la part des cercles académiques et intellectuels, aussi bien que de la société espagnole et la population, le souhait de le voir couronné Poète National. Barde attitré d'un pays, celui qu'on surnomma le prince des lettres équatoriennes fut sacré effectivement par ordre du Président Alfredo Baquerizo, dans une cérémonie imposante, dans la place principale de Cuenca, le 4 novembre 1917.
En mai 1919, il fonda, secondé par de nombreux écrivains de sa ville, un concours littéraire baptisé "le festival de la Lyre", inspirés de ceux de l'Antiquité. Les réunions avaient lieu annuellement, les derniers samedis du mois de mai, dans des parages tranquilles de la campagne de Cuenca. Cuenca avait alors la réputation d'être le berceau des esprits les plus exquis et de grands connaisseurs de la poésie antique, médiévale et contemporaine, et était pour cela surnommée l'Athènes des Andes. Crespo Toral exerça également le poste de Recteur de l'Université de Cuenca pendant les quatorze dernières années de sa vie. Il fut aussi membre du Tribunal international de Justice de la Haye, aux Pays-Bas.
Il décéda dans sa ville natale le 8 juillet 1939, à l'âge de 78 ans, et fut enterré dans la crypte de la cathédrale de l'Immaculée Conception de Cuenca. Marié en octobre 1886 à Doña Elvira Vega, fille du Docteur Manuel Vega y Dávila, Gouverneur de Cuenca sous García Moreno; leur vie conjugale se prolongea pendant cinquante-trois années. Ils eurent neuf enfants.

## Œuvres
- Mi Poema (1885)
- Últimos pensamientos de Bolívar (1889)
- Canto a Sucre (1897)
- Cien años de emancipación (1909)
- América y España (1909)
- La Leyenda de Hernán (1917)
- La Iglesia ecuatoriana en el siglo XIX (1934), introduction à l'œuvre de Julio Tobar Donoso.